# Sewenhütte
Die Sewenhütte ist eine Berghütte des Schweizer Alpen-Clubs (SAC), Sektion Pfannenstiel, im Kanton Uri (Schweiz). Die 1970 errichtete Hütte wurde 1973 durch eine Lawine zerstört. Sie wurde 1974 durch Jakob Eschenmoser wieder aufgebaut und 2006 umgebaut.

## Lage
Die Sewenhütte befindet sich auf 2150 m ü. M.  am Südfuss des Sewenkegels 2400 m ü. M. Ihre Lage auf der rechten, sonnseitigen Geländeterrasse des Meientals erlaubt eine Aussicht auf den gegenüber aufragenden höchsten Urner Berg, den Fleckistock 3416 m ü. M., den Stucklistock sowie Richtung Westen auf die Fünffingerstöcke und das Wendenhorn. Talauswärts sieht man das Dörfchen Meien.

## Zustieg
Vom Gorezmettlenbach 1613 m ü. M. auf der Urnerseite der Sustenpassstrasse führt der Wanderweg an der Gitzichrummenfluh vorbei in 1,5 Stunden zur Hütte (Schwierigkeitsgrad T2).

## Tourenmöglichkeiten
Das Sewengebiet eignet sich für Kinder- und Familienbergsteigerlager.

### Übergang zur Nachbarhütte
- Sewenhütte über Gorezmettlenbach zur Sustlihütte (2257 m) in ca. 4 Stunden[2]

### Sommertouren
- Wanderrouten: Höhenweg Sewenhütte – Bergalp – Meien, Sewenhütte – Gorezmettlenbach – Sustlihütte, Rundtour Sewenhütte – Sewensee – alter Hüttenplatz – Sewenhütte, Rundtour Gorezmettlen ob Färnigen – Rieter – Sewensee – Sewenhütte – Gorezmettlenbach – Gorezmettlen, Sewenhütte – Sewensee – Rot Bergli
- Alpine Wanderung: Spitzplanggenstock (2822 m), Sewenhütte – alter Hüttenplatz – Sewenzwächten (bis zum Firn) – Spitzplanggenstock. (blau-weiss markiert, Schwierigkeitsgrad: T3/T4).
- Übergänge: Rot Bergli – Sass Pass – Leutschachhütte SAC (Alpine Route)
- Hochtouren:   Bächenstock – Zwächten – Kröntenhütte/Spannorthütte (Route mit hochalpinem Charakter), Bächenstock (3011 m), Zwächten (3078 m)
- Klettern: Klettergärten bei der Hütte (3. Bis 6. Schwierigkeitsgrad), Sewenhorn

### Winter
- Skitour auf den Bächenstock 3011 m, Schneeschuhtour auf die Sewenhütte von Gorezmettlen.